# Jan Kornecki
Jan Kornecki (ur. 21 maja 1884 w Chłopach, zm. 12 maja 1967 w Lubiążu) – polski nauczyciel, polityk i działacz społeczny, poseł na Sejm I, II i III kadencji w II RP z ramienia Związku Ludowo-Narodowego oraz Stronnictwa Narodowego.

## Życiorys[2][3]
W 1903 roku ukończył Seminarium Nauczycielskie we Lwowie, następnie studiował filologię na Uniwersytecie we Lwowie. Podczas nauki w Seminarium Nauczycielskim zaangażował się w działalność ruchu narodowego. Od 1903 był członkiem Stronnictwa Narodowo-Demokratycznego. Działał w Polskim Towarzystwie Pedagogicznym, gdzie był redaktorem jego organu pt. „Szkoła”. Udzielał się w Towarzystwie Szkoły Ludowej, którego był członkiem i sekretarzem Koła im. Teodora Tomasza Jeża. Od 1903 pracował jako nauczyciel. W 1909 organizował kongres pedagogiczny we Lwowie. W 1915 został ewakuowany do Kijowa, gdzie działał w Polskim Towarzystwie Pomocy Ofiarom Wojny, Polskiej Macierzy Szkolnej oraz w Polskim Komitecie Wykonawczym na Rusi, którego był sekretarzem Wydziału Oświatowego. Wydawał czasopismo pedagogiczne "Przewodnik Oświatowy". Od 1916 w Lidze Narodowej. 
W grudniu 1918 wrócił do Polski. Po powrocie, od 1920 roku, pracował jako inspektor szkolny w pow. warszawskim. W 1922 uzyskał mandat posła z listy nr 8 (ChZJN) w okręgu wyborczym nr 49 (Sambor). W I kadencji pracował w komisjach budżetowej i oświatowej. Członek wielu organizacji oświatowych. Był sekretarzem Zjednoczenia Polskich Towarzystw Oświatowych, członkiem Zarządu Głównego Polskiej Macierzy Szkolnej oraz Towarzystwa im. Adama Mickiewicza, członkiem Stowarzyszenia Chrześcijańsko-Narodowego Nauczycielstwa Szkół Powszechnych, Towarzystwa Nauczycieli Szkół Średnich i Wyższych oraz prezesem Związku Inspektorów Szkolnych. Członek Polskiego Towarzystwa Opieki nad Kresami Wschodnimi. Był członkiem Zarządu Głównego Związku Ludowo-Narodowego. W 1928 ponownie uzyskał mandat posła z listy nr 24 (Lista Katolicko-Narodowa) w okręgu wyborczym nr 8 (Ciechanów). W 1930 uzyskał reelekcję z tego samego okręgu. W Sejmie II kadencji był współautorem wniosku Klubu Narodowego w sprawie wyboru nadzwyczajnej komisji sejmowej ds. zbadania postępowania Ministerstwa Spraw Wojskowych i wojskowych organów sanitarnych przy przenoszeniu oficerów w stan spoczynku. W II kadencji pracował w komisjach: budżetowej i oświatowej, a w III kadencji tylko w budżetowej. We wszystkich swoich kadencjach pełnił funkcję sekretarza Sejmu.
W czasie II wojny światowej, od września 1939 roku, pełnił obowiązki dyrektora Zarządu Głównego Polskiej Macierzy Szkolnej. Działał w konspiracyjnej Międzystowarzyszeniowej Komisji Porozumiewawczej Organizacji i Stowarzyszeń Nauczycielskich. Od listopada 1939 do lutego 1940 był więziony w Warszawie. Od 1940 członek prezydium Zarządu Stołecznego Stronnictwa Narodowego, a w latach 1941–1943 jego prezes. Przewodniczący Rady Wychowania Narodowego przy Zarządzie Głównym SN. Po wojnie więziony w latach 1947–1952. Zmarł w szpitalu psychiatrycznym w Lubiążu.